# سیگنیچر ات ام‌جی‌ام گرند
سیگنیچر ات ام‌جی‌ام گرند یا سیگنیچر در ام‌جی‌ام گرند (انگلیسی: The Signature at MGM Grand) یک هتل مالکیت‌مشترک در ام‌جی‌ام گرند لاس وگاس، پارادایس، نوادا است که متعلق به اقامتگاه‌های بین‌المللی ام‌جی‌ام و ترنبری اسوسیتس می‌باشو.
این هتل که در سال ۲۰۰۶ تأسیس شده دارای سه برج ۳۸ طبقه و ۱۷۲۸ اتاق است.

## نگارخانه

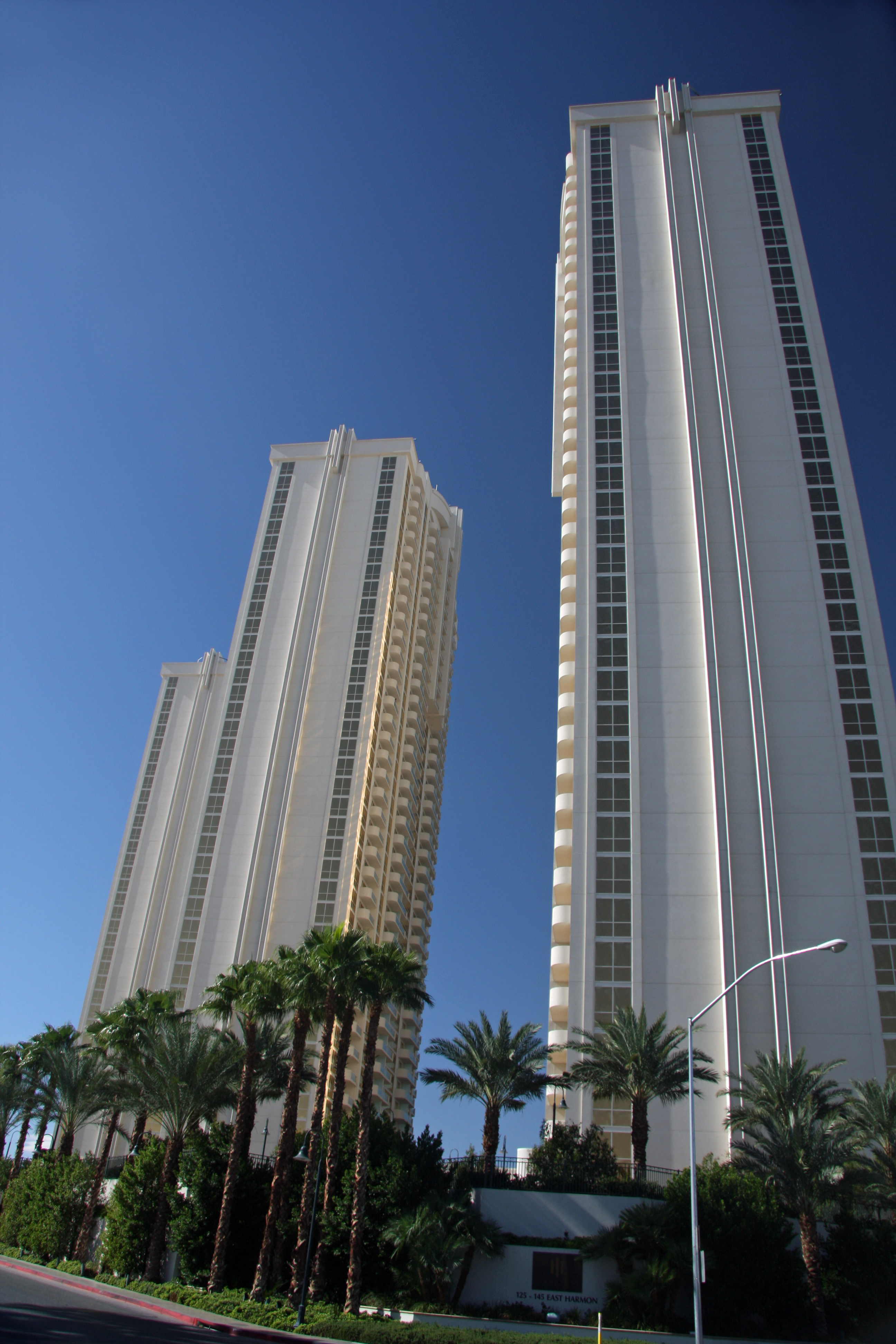
Harmon Ave East
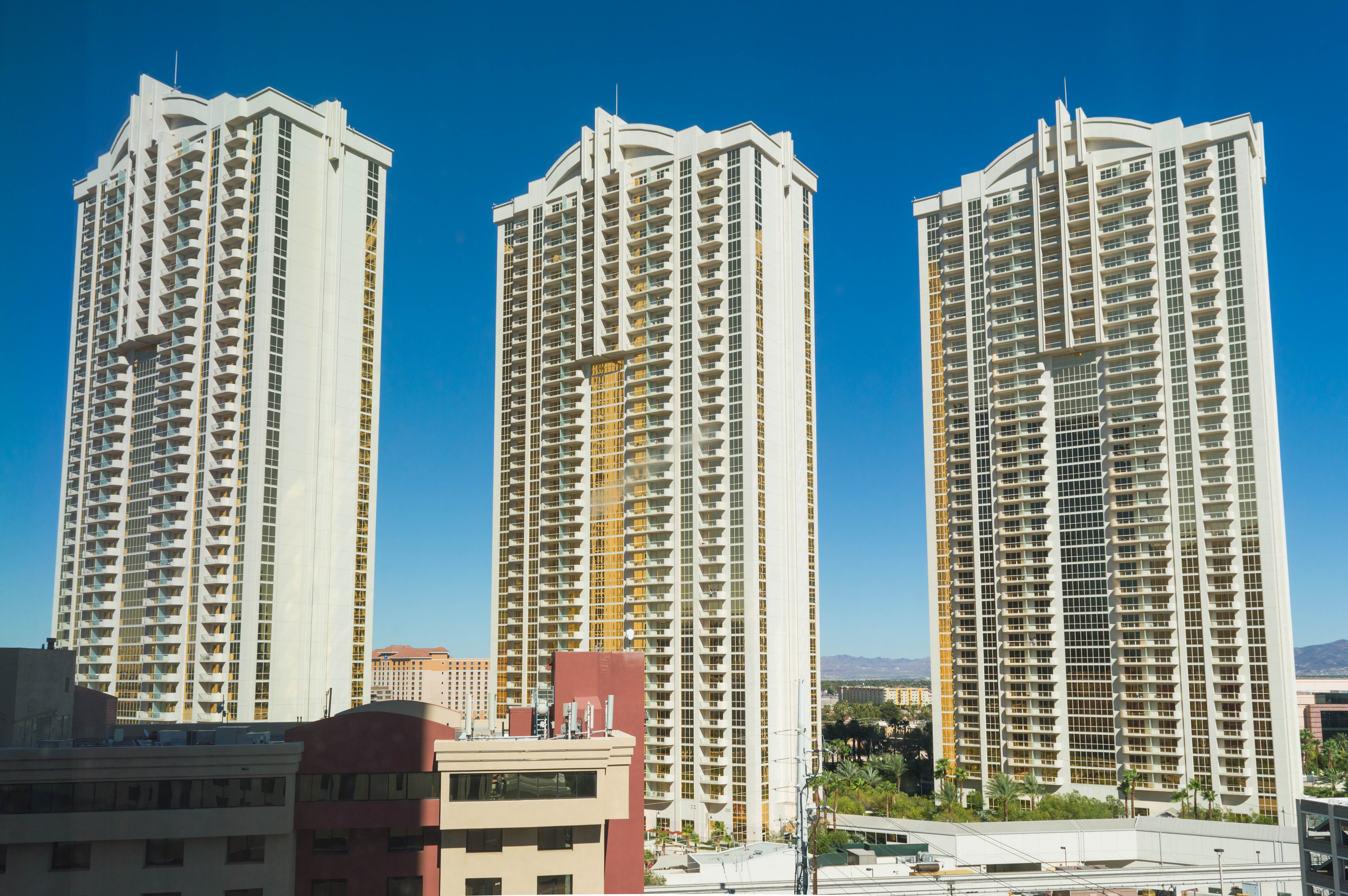
The Signature at MGM Grand, Las Vegas
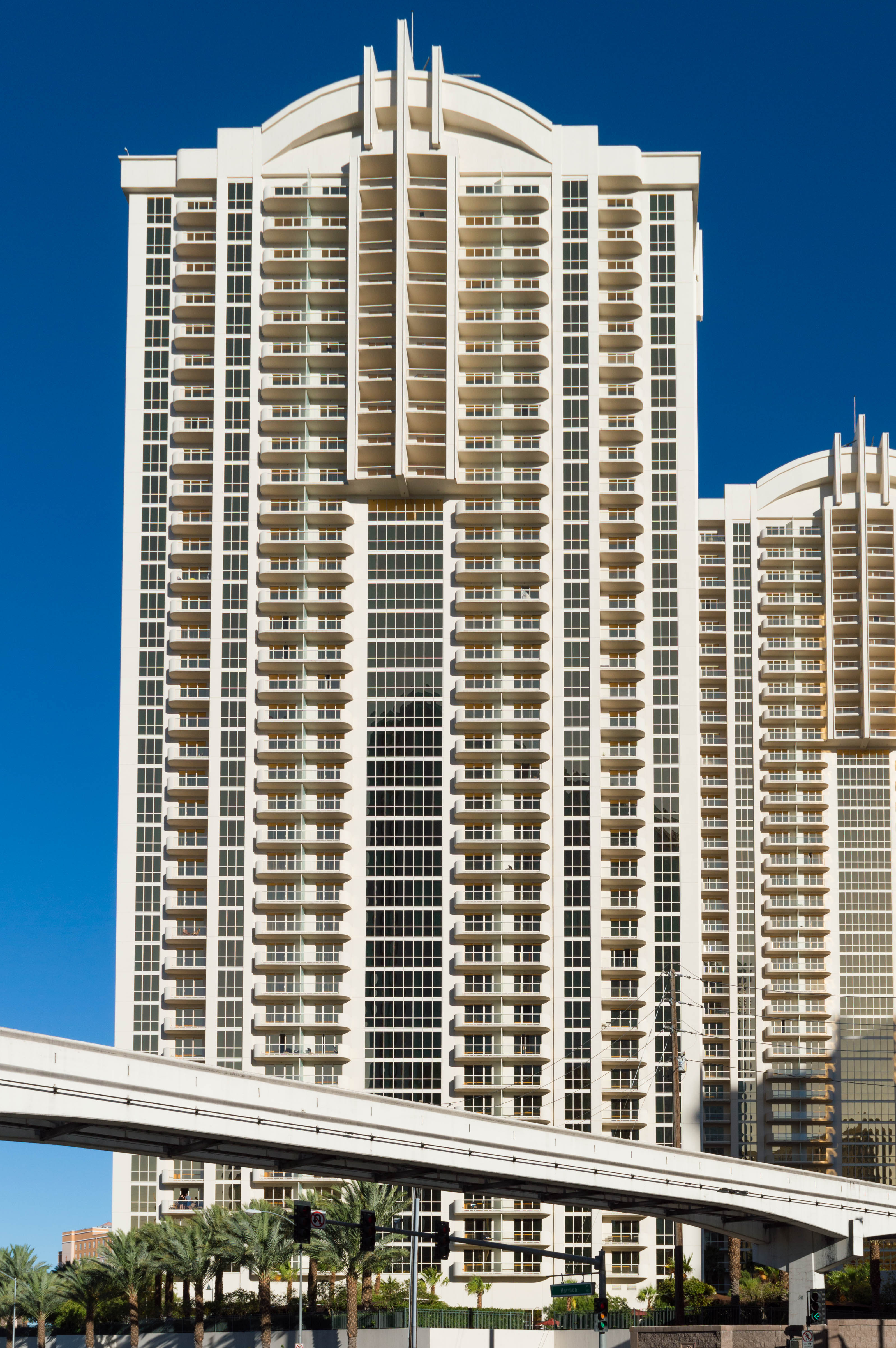
File:The Signature at MGM Grand Tower
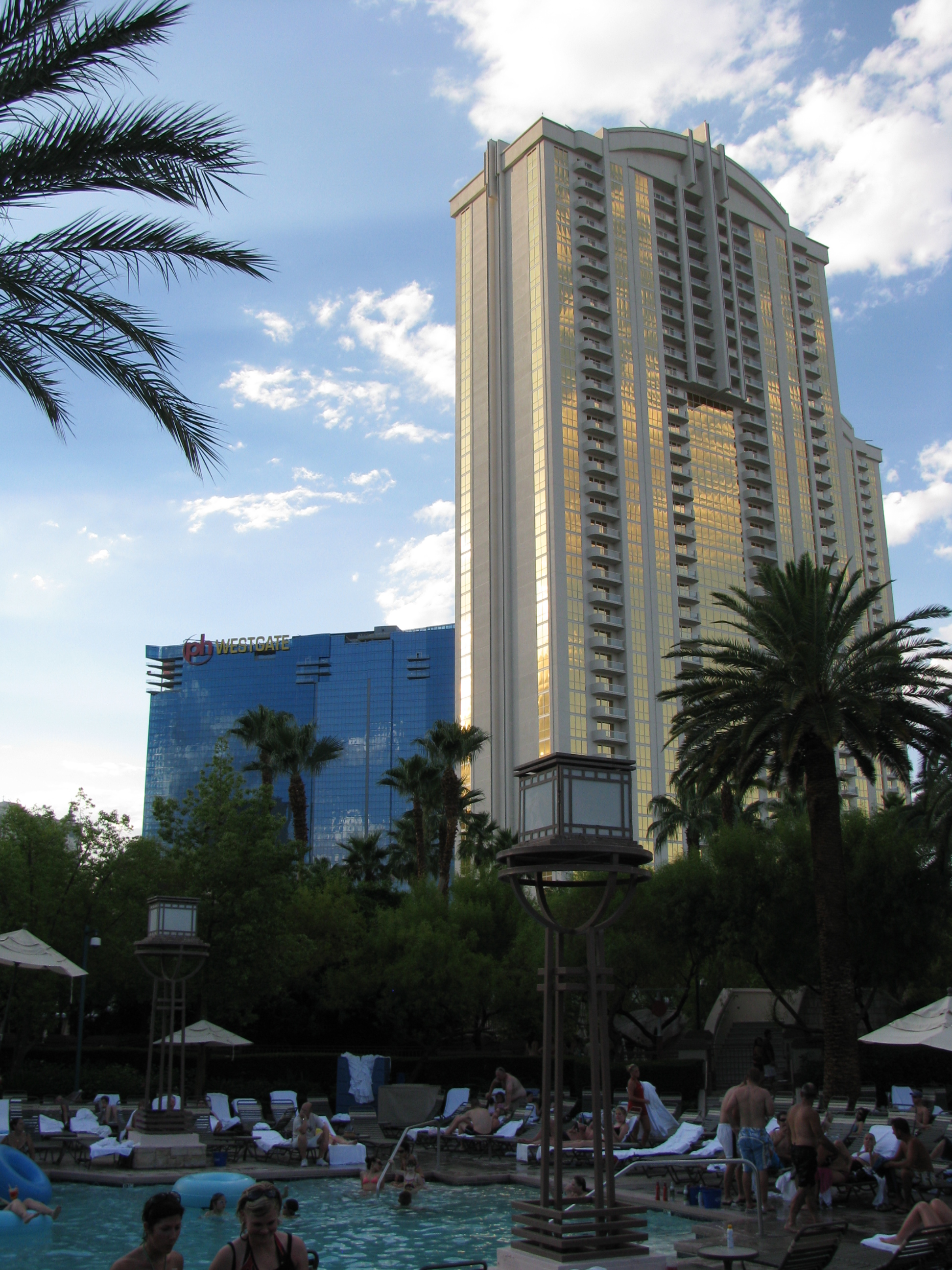